# Бимиш, Джеральдин
Уинифред Джеральдин Рэмси Бимиш (англ. Winifred Geraldine Ramsey Beamish); (23 июня 1883 – 10 мая 1972) ― английская теннисистка, участница летних Олимпийских игр 1920 года.

## Биография
Уинифред Джеральдин Рэмси родилась 23 июля 1883 года в Форест гейт, Лондон. Вышла замуж за теннисиста Альфреда Бимиша 30 сентября 1911 года.
Бимиш выступала на Уимблдонском турнире с 1910 года по 1933 год, в каждый год, когда турнир проводился. Дважды доходила до полуфинала, в 1922 и 1923 годах. В 1922 году она проиграла чемпионке Сюзанн Ленглен, в следующем году ― Молле Мэллори.
В 1920 году завоевала серебряную медаль, выступая на Олимпийских играх в паре с Дороти Холмен. Она также выступала в смешанном парном разряде с мужем Альфредом, но они побеждены во втором туре. В одиночном зачёте она легко победила в первом туре и выбыла во втором раунде, проиграв Дороти Холмен.
Одним из её величайших триумфов был титул чемпионки мира на крытых кортах в 1920 году, где она победила  в финале Кейтлин Маккейн в трёх сетах. Вместе с Маккейн-Годфри Бимиш выигрывала чемпионат мира на крытых кортах в парном зачёте в 1919, 1920 и 1923 годах.
умерла 10 мая 1972 года в Сент-Панкрас, Лондон.

## Финалы турниров Большого шлема в женском парном разряде

### Поражение (1)
| Год  | Чемпионат           | Партнер            | Соперники в финале           | Счёт     |
| 1921 | Уимблдонский турнир | Айрин Баудер Пикок | Сюзан Ленглен Элизабет Райан | 1-6, 2-6 |

## Финалы чемпионатов мира в парном разряде

### Победы (3)
| Год  | Чемпионат                       | Партнер         | Соперники в финале               | Счёт     |
| 1919 | Чемпионат мира на крытых кортах | Кейтлин Маккейн | Дороти Холмен Филлис Ковелл      | 6-3, 6-4 |
| 1920 | Чемпионат мира на крытых кортах | Кейтлин Маккейн | Дорис Крэддок Айрин Баудер Пикок | 6-3, 7-5 |
| 1923 | Чемпионат мира на крытых кортах | Кейтлин Маккейн | Жермена Гольдинг Жанна Воссар    | 6-1, 6-1 |